# تسوکیمی نامیکی
تسوکیمی نامیکی (ژاپنی: 並木 月海؛ زادهٔ ۱۷ سپتامبر ۱۹۹۸) بوکسور اهل ژاپن است.